# Сибинович, Миодраг
Миодраг Сибинович (серб. Миодраг Сибиновић; 6 сентября 1937, Заечар — 26 июля 2020, Белград) — сербский филолог, лингвист, переводчик, теоретик перевода, литератор.

## Биография
Родился в учительской семье в г. Заечар (Восточная Сербия). По окончании гимназии (г. Княжевац и г. Неготин, Вост. Сербия) в 1955 году поступил в Белградский университет.
В 1959 году окончил философский факультет Белградского университета (кафедра восточных и западных славянских языков и литератур, специальность русский язык и литература).
Сотрудником и преподавателем филологического факультета Белградского университета Сибинович стал в 1960 году.
Докторскую диссертацию Лермонтов в сербской литературе защитил в 1970 году.
В звании доцента и профессора на своём факультете, а также на других факультетах, где преподавал Сибинович, он читал следующие курсы: Введение в литературоведение, Русская народная литература, Древнерусская литература, Русская литература XVIII века, Русская литература первой половины XIX века, Русская поэзия середины XIX века, Введение в теорию перевода, Русская лирическая поэзия XVIII и XIX веков (спецкурс), Русская поэма (спецкурс), Поэтика Сергея Есенина (спецкурс).
Будучи молодым доцентом, Сибинович два года работал преподавателем на кафедре славянской филологии филологического факультета МГУ.
Курсы Сибиновича по русской народной литературе и теории перевода являются первыми курсами, прочитанными по этим научным дисциплинам в Белградском университетe.
Сибинович также преподавал, по совместительству, в Новосадском университете и университетах Приштины и Скопье.
По инициативе Учёного совета МГУ Сибинович в 1996 году удостоен звания почётного доктора Московского университета.

## Проекты
Сибинович был научным руководителем следующих научно-исследовательских проектов:
История и поэтика сербского литературного перевода (проект филологического факультета Белградского университета), Литературные и культурные связи славян (руководитель проекта, совместно с Институтом литературы и искусства, Белград), Сербская литература и культура в европейском контексте (совместный проект филологического факультета Белградского университета, философского факультета Новосадского университета и Новосадской академии художеств).
Сибинович стал инициатором и организатором международных научных симпозиумов Русская эмиграция в сербской культурe XX века (1993), Русская эмиграция в сербской и других словенских стран XX века (1995) и Есенин в конце XX века (1997), состоявшихся на филологическом факультете Белградского университета.

## Достижения
Особый вклад Сибинович внёс в изучение литературно-исторических и теоретических аспектов перевода. Он опубликовал более 300 профессиональных и научных работ и 20 авторских книг в области литературоведения. Является автором разделов по романтизму в известной сербской истории русской литературы «Русская литература I—II», опубликованной в издательстве «Нолит». Его работы опубликованы на русском, чешском, французском, белорусском и украинском языках в изданиях России, Чехословакии, Болгарии, Белоруссии, Украины и Швейцарии.
С 1983 по 1985 г. Сибинович был проректором по учебной работе Белградского университета, а с 1984 по 1989 г. председателем Совета по образованию Сербии.
В течение своей трудовой деятельности Сибинович был членом редколлегий или редактором следующих научных журналов:
- Књижевна историја (Белград), один из основателей и член редакционного совета;
- Живи језици (Белград), журнал Общества иностранных языков и литератур Сербии, главный редактор;
- Преводилац (Белград), журнал Ассоциации профессиональных и научных переводчиков Сербии, член редакционного совета;
- Филолошки преглед (Белград), член редколлегии;
- Зборник за славистику Матице српске (Нови Сад), главный редактор;
- Слов’янський свiт (Київ), (Киев), член редакционного совета Международной редколлегии;
- УКРАС (Київ), член редакционного совета международной редколлегии.

Сибинович активно занимался переводом литературных произведений на сербский язык. Отредактировал многие издания русских и украинских, белорусских и грузинских писателей на сербском языке. Перевел более 80.000 строк из русской, белорусской, украинской, чешской, болгарской, македонской, армянской и грузинской поэзии. Будучи членом редакционной коллегии научного издания полного собрания сочинений Десанки Максимович, Сибинович собрал и отредактировал 8 и 9 том этого издания, в которые вошли поэтические переводы поэтессы.
В 1989 году первым перевёл (с русского подстрочника) и опубликовал с соответствующим предисловием в знаменитом сербском издательстве «Српска књижевна задруга» древнегрузинскую поэму «Витязь в тигровой шкуре» Шота Руставели.
На продолжении долгих лет Сибинович выступал на литературной трибуне Коларчевого народного университета в Белграде, в Русском доме, Культурном центре Белграда, Библиотеке города Белграда и других культурных учреждениях Белграда, а также Сербии и бывшей Югославии, часто совместно с музыкантами, актёрами и художниками.
Сибинович являлся инициатором или участником многих проектов, посвящённых развитию культурного сотрудничества и популяризации русской, украинской и белорусской литературы в сербской культуре (большая выставка в Национальной библиотеке Сербии Пушкин и сербская культура, 1999 год; автор проекта и переводов для телевизионного цикла Поэзия Пушкина, из трёх серий, транслированного на Радио-телевидении Сербии в 2000 году, в котором сербские актёры читали стихотворения А. С. Пушкина на сербском языке; вступительные речи о русских писателях в рамках телевизионного цикла передач «Знаменитые люди мировой литературы» Школьной программы РТС, участие в телецикле по случаю 100-летия со дня рождения С. Есенина; серия лекций и литературных вечеров в городах Сербии по случаю 200-летия со дня рождения А. С. Пушкина и 100-летия со дня рождения С. Есенина и др.). Из его переводов стихов А. Ахматовой «Стихи и очерки» в 1999 году сербская актриса Ольга Савич сочинила и исполнила в Институте культуры Сербии монодраму «Анна Ахматова».
Сибинович являлся членом Ассоциации литературных переводчиков Сербии и Общества писателей Сербии.
В разные периоды своей жизни Сибинович принимал активное участие в профессиональной и организационной деятельности Союза обществ славистов Югославии, Общества славистов Сербии, Общества иностранных языков и литературы Сербии, Ассоциации литературных переводчиков Сербии. Принимал участие в подготовке к созданию Сербско-Российского общества дружбы Сербии. Являлся одним из основателей сербско-украинского общества Республики Сербии. Был председателем Комитета славистов Югославии с 1990 года, а в 1991 году был избран членом Международного комитета славистов (в 1998 году он подал в отставку с обеих должностей).
С сентября 1998 года, в знак протеста против нового Закона об университетах Сербии, Сибинович отказался участвовать в деградации университетов в Сербии и рано ушёл на пенсию. После выхода на пенсию он продолжал заниматься научной и переводческой деятельностью. В этот период он продолжал публиковать монографии и эссеистические сборники, а также многочисленные переводы.

## Награды
За перевод «Антологии белорусской поэзии» (серб. Антологија белоруске поезије, Белград, 1993) в 2001 году Сибинович получил белорусскую национальную мемориальную грамоту «1000 лет христианства». За перевод антологии украинской поэзии (Српско Сараево, Баня Лука, 2002) в 2004 году он получил Украинскую международную премию имени Ивана Франко. Лауреат премии «Милош Джурич» за перевод поэзии (Ана Ахматова, «Стихи и эссе», Паидеиа, Белград, 1999), премии за лучший перевод русской литературной прозы «Доктор Йован Максимович» (Т. Толстой, Кис, «Геопоетика», Белград, 2002).
За свою деятельность по поводу празднования 200-летия Пушкина в 1999 году Сибинович получил медаль Правительства Российской Федерации.
Сибинович был награждён «Премией за достижения в области художественного перевода» Ассоциации литературных переводчиков Сербии (2004), «Премией за достижения в литературе» Ассоциации писателей Сербии (2012) и «Премией за достижения в науке» Обществa славистов Сербии (2017). Организаторы фестиваля «Смедеревская поэтическая осень» вручили Сибиновичу в 2016 году почётную грамоту им. Златко Красны за переводы современной поэзии.

## Авторские книги
- Љермонтов у српској књижевности. Филолошки факултет, Београд, 1971, 227 стр.
- Оригинал и превод. Привредна штампа, Београд, 1979, 189 стр.
- О превођењу. Приручник за преводиоце и инокореспонденте. Завод за уџбенике и наставна средства Београд, 1983, 112 стр.
- Техника превођења. Општи део. Завод за уџбенике и наставна средства Београд, 1990, 98 стр.
- Поетика и поезија. Велики руски лиричари. Звездара, Београд 1990, 203 стр.
- Нови оригинал. Увод у превођење. Научна књига, Београд, 1990, 194 стр.
- Руски песници од барока до авангарде. Завод за уџбенике и наставна средства Београд, 1995, 238 стр.
- Словенски импулси у српској књижевности и култури. Звездара, Београд, 1995, 254 стр.
- Пушкинов и српски «Евгеније Оњегин», Idea, Београд, 1999, 190 стр.
- Између светова. Нови аспекти књижевног дела Десанке Максимовић, Задужбина Десанка Максимовић, Народна библиотека Србије, Просветни преглед, Београд, 1999, 218 стр.
- Руски књижевни источници, Ниш, 2000, 176 стр.
- Иза хоризонта. Огледи из руске, украјинске, белоруске и грузијске књижевности. Чигоја штампа, Београд, 2002, 177 стр.
- Нови живот оригинала, Удружење научних и стручних преводилаца Србије, Просвета, Алтера, Београд, 2007, 309 стр.
- Словенска вертикала, Славистичко друштво Србије, Београд, 2008, 434 стр.
- Индивидуална конкретизација књижевног текста, Филолошки факултет, Београд, 2012, 467 стр.
- Множење светова. Руски писци у српској преводној књижевности (од Х до ХХI в.). Clio, Београд, 2015, 218 стр.
- Славистичке теме, Филолошки факултет, Београд, 2015, 268 стр.
- Кроз гриву зене. Рашчитавање песама о коњу из поезије словенских народа, Филолошки факултет, Београд, 2017, 164 стр.